# Re di Tiro
La tradizionale lista dei re di Tiro (in lingua fenicia, MLKM ṢR, milíkīm Ṣūrī), nell'antica Fenicia, ci è giunta da Contro Apione, e dalle  Antichità giudaiche di Giuseppe Flavio, la cui lista è basata su una storia perduta di Menandro di Efeso, il quale aveva tratto le sue informazioni, come afferma Giuseppe Flavio stesso, dalle cronache di Tiro.

## Antichi sovrani secondo la mitologia greca
| Sovrano | Carica          | Carica | Note                                                              |
| Sovrano | Inizio          | Fine   | Note                                                              |
| ------- | --------------- | ------ | ----------------------------------------------------------------- |
| Usoos   | 2750 a.C.       |        | Menzionato da Filone di Biblo come fondatore della città di Tiro. |
| Agenore | XVI secolo a.C. |        | Padre di Cadmo.                                                   |
| Fenice  |                 |        | Re dei Fenici.                                                    |

## Età egizia
| Sovrano                      | Carica    | Carica    | Note                                                                 |
| Sovrano                      | Inizio    | Fine      | Note                                                                 |
| ---------------------------- | --------- | --------- | -------------------------------------------------------------------- |
| ?                            |           |           |                                                                      |
| Abi-Milku                    | 1350 a.C. | 1335 a.C. | Menzionato nelle lettere di el-Amarna al faraone Akhenaton.          |
| ?                            |           |           |                                                                      |
| Aribas                       | 1230 a.C. |           | [ 4 ]                                                                |
| ?                            |           |           | [ 5 ]                                                                |
| Baal-Termeg (o Baalat-Remeg) | 1210 a.C. |           | Menzionato nelle lettere di el-Amarna.                               |
| Baal I                       | 1200 a.C. |           | [ 4 ]                                                                |
| Sicarba                      | 1190 a.C. |           | [ 4 ]                                                                |
| Pigmalione I                 | 1183 a.C. |           | [ 4 ]                                                                |
| Ba'alsallim I                |           |           | [ 4 ]                                                                |
| ?                            |           |           |                                                                      |
| Mekmer o Weret               |           |           | Principe o re di Tiro o di Sidone, menzionato nel Viaggio di Unamon. |

## Re di Tiro e Sidone
Von Landau, assumendo l'esistenza della monarchia dualistica di Tiro e Sidone, ipotizzò, sulla base delle testimonianze di Giuseppe Flavio, che, verso la fine del X secolo a.C. e, sempre secondo questi, dopo la decadenza della dinastia di Hiram I a Tiro, il potere passò nelle mani di una dinastia sidonia.
| Sovrano                                      | Carica                | Carica              | Note                                                                |
| Sovrano                                      | Inizio                | Fine                | Note                                                                |
| -------------------------------------------- | --------------------- | ------------------- | ------------------------------------------------------------------- |
| Abībà‛al                                     | 1000 a.C.             | 980 a.C.            | [ 8 ] [ 9 ]                                                         |
| Hiram I                                      | 980 a.C.              | 946 a.C. o 936 a.C. | Figlio di Abibaal.                                                  |
| Baal-Ezer I o Baalmanzor I o Baleazoros      | 946 a.C. o 935 a.C. o | 929 a.C. o 918 a.C. | Figlio di Hiram I.                                                  |
| Abd-Ashtart (o Abdastratos)                  | 929 a.C. o 918 a.C.   | 920 a.C. o 909 a.C. | Fratello di Baal-Ezer I.                                            |
| Methusastartus                               | 909 a.C.              | 897 a.C.            | [ 9 ]                                                               |
| ?                                            |                       |                     |                                                                     |
| Ashtart                                      | 920 a.C.              | 900 a.C.            | Figlio o fratello di Deleastartus.                                  |
| Dalay-Ashtart (o Deleastartus)               | 901 a.C.              | 879 a.C.            | Fratello di Ashtart.                                                |
| Ashtar-rom (o Aserymus o Ashtarymos)         | 888 a.C. o 897 a.C.   | 879 a.C. o 889 a.C. | Fratello di Ashtart.                                                |
| Phelles (o Pilles)                           | 879 a.C. o 889 a.C.   | 879 a.C. o 888 a.C. | Fratello di Ashtar-rom.                                             |
| Itthobaal I                                  | 879 a.C.              | 847 a.C.            | Istituisce il regno unito di Sidone e Tiro e diventa re dei Sidoni. |
| Baal-Ezer II (Baleazarus II o Baalmanzor II) | 845 a.C.              | 841 a.C.            | Figlio di Itthobaal I.                                              |
| Mattan I                                     | 841 a.C.              | 832 a.C.            | Figlio di Baleazarus II.                                            |
| Pigmalione II                                | 832 a.C.              | 785 a.C.            | Figlio di Mattan I.                                                 |

- Abībà‛al 993-981 a.C.
- Hiram I 980-947 a.C.
- Baal-Eser I (Balazeros I,Ba'l Mazzer-I ) 946-930 a.C.
- Abdastartus ('Abd-' Astart) 	929-921 a.C.
- Astartus ('Ashtart) 	920-901 a.C.
- Deleastartus (Dalay-'Ashtart) 	900-889 aC
  - Astarymus ('Ashtar-rom) 	888-880 aC
- Phelles (Pilles) 	879 aC
- Ithobaal I (Ethbaal I) 	878-847 aC
- Baal-Eser II (Balazeros II, Ba'l Mazzer-II) 	846-841 aC
- Mattan I 840-832 aC

## Vassalli dell'impero assiro
Il neo-impero assiro conquistò la zona e impose il suo governo attraverso dei vassalli che sono citati nella documentazione assira.
| Sovrano                      | Carica   | Carica   | Note  |
| Sovrano                      | Inizio   | Fine     | Note  |
| ---------------------------- | -------- | -------- | ----- |
| Itthobaal II (Tuba'ilu)      | 750 a.C. | 739 a.C. | [ 8 ] |
| Hiram II                     | 739 a.C. | 730 a.C. | [ 8 ] |
| Mattan II                    | 730 a.C. | 729 a.C. | [ 8 ] |
| Eluli (Elulaios o Luli)      | 729 a.C. | 694 a.C. | [ 8 ] |
| Itthobaal III (Tuba'ilu II') | 702 a.C. | 694 a.C. |       |
| ? Abd Melqart                | 694 a.C. |          | [ 5 ] |
| Baal II                      | 694 a.C. | 660 a.C. | [ 8 ] |

- Ithobaal II (Tuba'il) 	750-739 aC
- Hiram II 	739-730 aC
- Mattan II 730-729 aC
- Elulaios (Luli) 	729-694 aC
- Abd Melqart 694-680 aC
- Baal I 680-660 aC

## VI secolo a.C.
| Sovrano       | Carica   | Carica   | Note  |
| Sovrano       | Inizio   | Fine     | Note  |
| ------------- | -------- | -------- | ----- |
| ?             |          |          |       |
| Itthobaal III | 591 a.C. | 573 a.C. | [ 8 ] |

## Governo babilonese
| Sovrano  | Carica   | Carica   | Note |
| Sovrano  | Inizio   | Fine     | Note |
| -------- | -------- | -------- | ---- |
| Baal III | 573 a.C. | 564 a.C. |      |

- Baal II 573-564 aC
- Yakinbaal 564 aC

## Suffeti di Tiro
Intorno al 560 a.C. la monarchia fu rovesciata e fu stabilito un governo oligarchico , guidato da giudici o suffeti . La monarchia venne in seguito restaurata con l'ascensione di Hiram III al trono.
| Giudice                        | Carica              | Carica              | Note                |
| Giudice                        | Inizio              | Fine                | Note                |
| ------------------------------ | ------------------- | ------------------- | ------------------- |
| Ecnibalus (Yakinbaal)          | 576 a.C.            | 576 a.C.            |                     |
| Chelbes (o Chelbe)             | 576 a.C.            | 575 a.C.            |                     |
| Abbar (o Abbaro)               | 575 a.C.            | 576 a.C.            |                     |
| Mircono (o Mitgonus)           | 576 a.C.            | 572 a.C.            | Figli di Abdelemus. |
| Gerastrato                     | 576 a.C.            | 572 a.C.            | Figli di Abdelemus. |
| Balatoro                       | 569 a.C.            | 568 a.C.            | [ 10 ] [ 5 ]        |
| Mahar-Baal (Marbalo o Merbalo) | 568 a.C. o 555 a.C. | 564 a.C. o 552 a.C. | [ 8 ] [ 11 ]        |

- Chelbes 564-563 aC
- Abbar 563-562 aC
- Mattan III e Ger Ashthari 562-556 aC
- Baal-Eser III 556-555 aC
- Hiram III 551-532 aC

## Sovrani (VI secolo a.C.)
| Balatoro                       | 569 a.C.            | 568 a.C.            | [ 10 ] [ 5 ] |
| Mahar-Baal (Marbalo o Merbalo) | 568 a.C. o 555 a.C. | 564 a.C. o 552 a.C. | [ 8 ] [ 11 ] |

## Governo persiano
| Balatoro                       | 569 a.C.            | 568 a.C.            | [ 10 ]       |
| Mahar-Baal (Marbalo o Merbalo) | 568 a.C. o 555 a.C. | 564 a.C. o 552 a.C. | [ 8 ] [ 11 ] |
| Hiram III (Iromo)              | 564                 | 544                 |              |
| Hiram IV                       | 520                 |                     |              |
| Matten II                      | 490 a.C.            |                     |              |
| Agbalo (o Evagora)             | 411 a.C.            |                     |              |

| Sovrano           | Carica   | Carica   | Note |
| Sovrano           | Inizio   | Fine     | Note |
| ----------------- | -------- | -------- | ---- |
| Matten            | 490 a.C. |          |      |
| ? Boulomenus      | 450 a.C. |          |      |
| Agbalo (Abdemone) | 420 a.C. | 411 a.C. |      |
| Eiromo (Hiram IV) |          |          |      |
| Evagora I         | 411 a.C. | 373 a.C. |      |

- Mattan IV fl.490-480
- Boulomenus fl. c. 450
- Abdemone c.420-411 aC. [2] si stabilì a Salamina (Cipro).
- Evagora I di Salamina (sotto il suo governo fu ottenuta l'indipendenza dall'Impero persiano)
- Eugoras
- Azemilcus 340-332 aC
- Abdalonimo

## Sovrani successivi
Dopo che la città fu conquistata da Alessandro Magno nel 332 a.C. fu alternativamente sotto il governo seleucide (siriano greco) e tolemaico (egiziano greco).
Conosciamo il nome di un certo Marion (c. 42 a.C.), tiranno di Tiro in epoca romana, quando la Fenicia passò sotto il dominio della Repubblica romana nel I secolo a.C.. In seguito la città ha seguito la sorte delle altre città del medio oriente.
La tradizionale lista dei sovrani di Tiro, nell'antica Fenicia, ci è giunta da Contro Apione, e dalle  Antichità giudaiche di Giuseppe Flavio, la cui lista è basata su una storia perduta di Menandro di Efeso, il quale aveva tratto le sue informazioni, come afferma Giuseppe Flavio stesso, dalle cronache di Tiro.